# Medslovanščina
Medslovanščina (ali interslovanščina, medslovansko medžuslovjansky/меджусловјанскы) je umetno ustvarjen slovanski jezik, ki ga je razvila skupina jezikoslovcev iz različnih držav, namenjen medsebojnemu sporazumevanju in prijateljstvu pripadnikov različnih slovanskih narodov. 
S projektom pod naslovom »slovianski« so začeli leta 2006 pod vodstvom nizozemskega prevajalca Jana van Steenbergna, ko je nekaj ljudi z raznih koncev sveta občutilo potrebo po enostavnem in nevtralnem medslovanskem jeziku, ki bi ga Slovani razumeli brez kakršnegakoli učenja. To je mogoče, ker so si slovanski jeziki med seboj bližnje sorodni: znanje enega slovanskega jezika je običajno dovolj, da se dobi približno razumevanje vsebine besedil, napisanih v kateremkoli drugem slovanskem jeziku. V letu 2011 se je ta projekt združil s projektom vseslovanskega jezika »novoslovanščina« češkega profesorja Vojtěcha Merunke v »medslovanščino«.
Za razliko od slovia je medslovanščina realističen, celo naturalističen jezik brez izmišljenih sestavin. Slovnica medslovanščine temelji na staro cerkveni slovanščini in besednjak na sedanjih slovanskih jezikih. Slovar vsebuje preko 37.000 besed.

## Abeceda
Za zapisovanje medslovanščine se uporablja tako latinica kot cirilica:
| Latinica        | a   | b | c  | č  | d | e   | ě     | f | g     | h | i     | j   | k | l | lj   | m | n | nj   | o   | p | r | s | š   | t | u | v   | y     | z | ž   |
| Cirilica        | а   | б | ц  | ч  | д | е   | є     | ф | г     | х | и     | ј   | к | л | љ    | м | н | њ    | о   | п | р | с | ш   | т | у | в   | ы     | з | ж   |
| Izgovorjava IPA | ɑ a | b | ts | tʃ | d | ɛ e | jɛ je | f | ɡ h ɦ | x | i ɪ ɨ | j ʲ | k | l | lʲ ʎ | m | n | nʲ ɲ | o ɔ | p | r | s | ʂ ʃ | t | u | v ʋ | i ɪ ɨ | z | ʐ ʒ |

## Besedišče
| slovensko      | medslovansko (latinica) | medslovansko (cirilica) | rusko            | ukrajinsko     | belorusko      | poljsko         | češko          | slovaško       | gornjesrbsko   | dolnjesrbsko   | srbohrvaško    | makedonsko     | bolgarsko      | rusinsko       |
| Pogoste besede | Pogoste besede          | Pogoste besede          | Pogoste besede   | Pogoste besede | Pogoste besede | Pogoste besede  | Pogoste besede | Pogoste besede | Pogoste besede | Pogoste besede | Pogoste besede | Pogoste besede | Pogoste besede | Pogoste besede |
| -------------- | ----------------------- | ----------------------- | ---------------- | -------------- | -------------- | --------------- | -------------- | -------------- | -------------- | -------------- | -------------- | -------------- | -------------- | -------------- |
| Slovan         | Slovjan, Slovjanin      | Словјан, Словјанин      | Славянин         | Слов’ян        | Славян         | Słowianin       | Slovan         | Slovan         |                |                | Slovan         | Слован         | Слован         | Славян         |
| Slovanka       | Slovjanka               | Словјанка               | Славянка         | Слованка       | Славанка       | Słowianka       | Slovanka       | Slovanka       |                |                | Slovanka       | Слованка       | Слованка       | Славянка       |
| človek         | člověk                  | чловєк                  | человек          | чоловік        | чалавек        | człowiek        | člověk         | človek         | čłowjek        | clowek         | čovjek, čovek  | човек          | човек          | чоловік        |
| pes            | pes                     | пес                     | пёс, собака      | пес, собака    | сабака         | pies            | pes            | pes            | pos, psyk      | pjas           | pas            | пес, куче      | пес, куче      | пес            |
| dom, hiša      | dom                     | дом                     | дом              | дім, будинок   | дом            | dom             | dům            | dom            | dom            | dom            | dom, kuća      | дом, куќа      | дом, къща      | хыжа           |
| knjiga         | kniga                   | книга                   | книга            | книга          | кніга          | książka, księga | kniha          | kniha          | kniha          | knigła         | knjiga         | книга          | книга          | книга          |
| noč            | noč                     | ноч                     | ночь             | ніч            | ноч            | noc             | noc            | noc            | nóc            | noc            | noć            | ноќ            | нощ            | ноч, нуч       |
| pismo          | pismo                   | писмо                   | письмо           | лист           | пісьмо, ліст   | list, pismo     | dopis          | list           | list           | list           | pismo          | писмо          | писмо          | письмо         |
| velik          | veliky                  | великы                  | большой, великий | великий        | вялікі         | wielki          | velký          | veľký          | wulki          | wjeliki        | velik, golem   | голем          | голям          | великый        |
| nov            | novy                    | новы                    | новый            | новий          | новы           | nowy            | nový           | nový           | nowy           | nowy           | nov            | нов            | нов            | новий          |
| danes          | dnes                    | днес                    | сегодня          | сьогодні       | сёння          | dziś            | dnes           | dnes           | dźensa         | źinsa, źěnsa   | danas          | денес          | днес           | днесь          |
| svet           | svět                    | свєт                    | мир              | світ           | свет           | świat           | svět           | svet           | swět           | swět           | svet           | свет           | светът         |                |
| država         | država                  | држава                  | штат             | держава        | дзяржавы       | stan            | stát           | štát           | stat           | stat           | država         | држава         | състояние      | держава        |

## Vzorec besedila v medslovanščini
Gospodova molitev (Oče naš):
| medslovansko (latinica) | medslovansko (cirilica) | staroslovansko (latinsko prečrkovanje) |
| --- | --- | --- |
| Otče naš, ktory jesi v nebesah, nehaj svęti sę imę Tvoje. Nehaj prijde kråljevstvo Tvoje, nehaj bųde volja Tvoja, kako v nebu tako i na zemji. Hlěb naš vśakodėnny daj nam dnėś, i odpusti nam naše grěhy, tako kako my odpušćajemo našim grěšnikam. I ne vvedi nas v pokušeńje, ale izbavi nas od zlogo. Ibo Tvoje jest kråljevstvo i moć i slava, na věky věkov. Amin. | Отче наш, кторы јеси в небесах, нехај свети се име Твоје. Нехај пријде краљевство Твоје, нехај буде воља Твоја, како в небу тако и на земји. Хлєб наш всакоденны дај нам днес, и одпусти нам наше грєхы, тако како мы одпушчајемо нашим грєшникам. И не введи нас в покушенје, але избави нас од злого. Ибо Твоје јест краљевство и моч и слава, на вєкы вєков. Амин. | Otĭče našĭ, iže jesi na nebesĭchŭ, da svętitŭ sę imę tvoje, da priidetŭ cěsarĭstvije tvoje, da bǫdetŭ volja tvoja, jako na nebesi i na zemlji; chlěbŭ našĭ nastojęštajego dĭne daždĭ namŭ dĭnĭ sĭ, i otŭpusti namŭ dlŭgy našę, jako i my otŭpuštajemŭ dlŭžĭnikomŭ našimŭ. i ne vŭvedi nasŭ vŭ napastĭ nŭ izbavi ny otŭ neprijazni. |